# Bien-être animal
 (août 2011).
 (avril 2017).

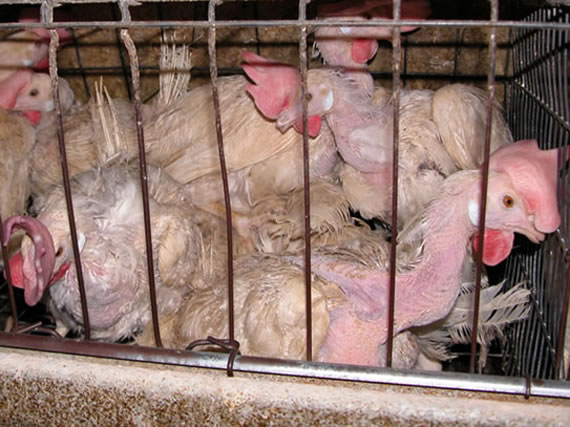
Poulets en batterie.

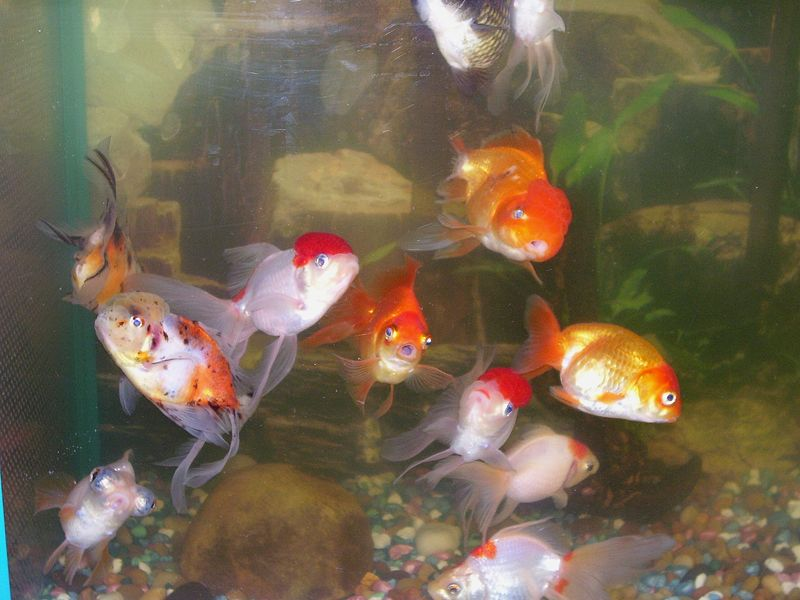
Poissons rouges dans un aquarium.

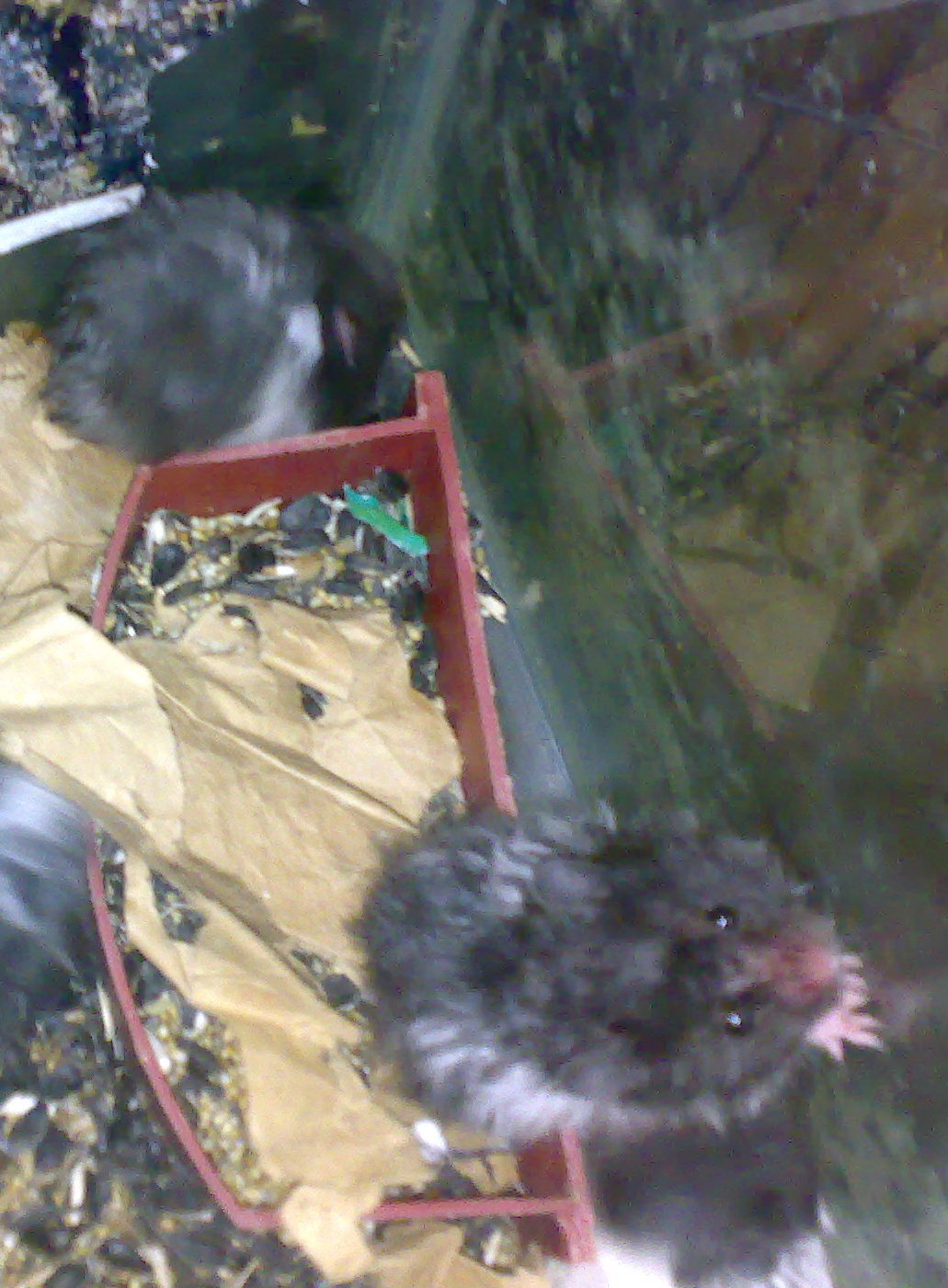
Hamsters dans une animalerie.

Le bien-être animal est une problématique concernant l'amélioration de la condition animale en ce qu'elle est dégradée par l'utilisation et l'exploitation des animaux ; et la base de divers efforts tendant à ce que toute souffrance animale soit autant que possible évitée.

## Généralités
Les activités en cause sont les systèmes d’élevage intensif, le gavage des oies et des canards, des méthodes d'élevage et d'abattage des animaux à fourrure, de l'expérimentation animale en laboratoire, de la maltraitance des animaux domestiques et familiers, de certains spectacles comme le combat de chiens, de coqs, les cirques et la tauromachie, de la garde en captivité d’animaux sauvages dans les zoos, les parcs aquatiques ou les fermes d’ours en Asie. La souffrance chez les animaux sauvages en liberté est également remise en cause à travers des techniques de capture comme les pièges à mâchoire, des méthodes de chasse comme la chasse à courre ou aux mammifères marins (phoques, cétacés), ou certains types de pêche comme le shark finning.
Les Britanniques sont précurseurs dans ce domaine qu'ils désignent par animal welfare, notion qui va bien au-delà de celle de « bien-traitance ». L'éthique animale anglo-saxonne établit une distinction entre deux grands ensembles : le bien-être animal (domaine dont les origines historiques remontent au XVIIe siècle et qui s'appuie depuis les années 1980 sur la science du bien-être animal) et les droits des animaux dont les premières lois anti-cruauté apparaissent dans les pays anglo-saxons au XIXe siècle (Martin's Act en Angleterre 1822, État de New-York en 1829 et du Massachusetts en 1836, Australie en 1837, Nouvelle-Zélande en 1840).
Contrairement aux partisans des droits des animaux, les défenseurs du bien-être animal préfèrent mettre l'accent sur la moralité de l'action (ou inaction) de l'humain vis-à-vis de l'animal et non sur le statut philosophique ou juridique, de ce dernier. Pour cette raison, les organisations de défense du bien-être animal utilisent parfois le mot humain dans leur nom ou dans l'affirmation de leur point de vue.[réf. nécessaire]
Des débats dans les années 1980 conduisent à la rupture entre éthique animale conséquentialiste sentientiste, et éthique environnementale écocentrée, la première étant en faveur d'un interventionnisme qui entre en conflit avec la pensée conservationniste de la seconde qui valorise la naturalité ou l'autonomie des systèmes écologiques,.
D'après une étude de 2024 du Bureau européen des unions de consommateurs, environ 9 Européens sur 10 estiment qu'il est important de mettre en place de nouvelles lois pour améliorer le bien-être des animaux d'élevage, notamment en leur offrant plus d'espace de vie, en interdisant les systèmes de cages et les mutilations.

## Historique
La prise en compte systématique du bien-être des animaux non humains est apparue probablement pour la première fois en tant qu'idéologie dans la civilisation de la vallée de l'Indus, à travers la croyance en une réincarnation des morts humains sous la forme d'animaux, croyance dont il découle que les animaux doivent être traités avec le respect dû aux humains.
De nos jours, cette croyance est un élément du jaïnisme et d'autres religions dharmiques. D'autres religions, notamment certains théologiens des religions abrahamiques, considèrent l'animal comme objet de propriété, mais définissent néanmoins des règles encadrant leur entretien et leur abattage.
Le philosophe Arthur Schopenhauer constate ainsi le respect de l'animal dans les traditions de pensée indiennes et critique au contraire la Bible, qui selon lui ne considère l'animal que comme un simple objet sans droit, ; Schopenhauer précise : « l'animal est essentiellement la même chose que l'homme » ou encore « notre vrai moi ne réside pas dans notre seule personne ; dans le phénomène que nous sommes, mais bien en tout ce qui vit ». Pour la philosophe française Elisabeth de Fontenay, cette position de Schopenhauer à l'égard de la Bible est infondée, du moins en ce qui concerne la Bible hébraïque, originale, dénuée d'interprétation tardive de théologiens chrétiens néoplatonistes.

### Europe
L'Union européenne a mis en place différentes législations concernant le bien-être animal dès 1986. Différentes directives apportent des règles de protection des poules pondeuses (en 1986 puis 1988), des veaux et porcs (en 1991), et en 1998 la directive 98/58/CE du Conseil sur la protection des animaux dans les élevages a établi des règles générales concernant la protection des animaux, quelle qu'en soit l'espèce.

### Allemagne
L'Allemagne a interdit l'élevage en batterie pour les poules depuis 2010.
Le broyage des poussins mâles sera interdit à partir de 2022 en Allemagne, qui est le premier pays à prendre des mesures pour ne pas les tuer. Les poussins mâles sont habituellement tués car ils ne pondent pas d'œufs mais le sexage in ovo permet de déterminer le sexe de l'embryon de l'œuf et de conserver les poussins femelles uniquement.

#### Allemagne nazie

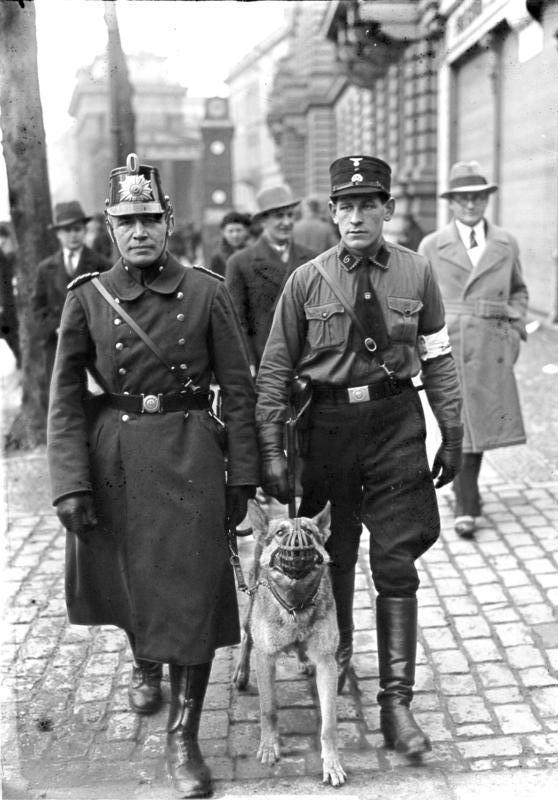
Patrouille de police et SA avec un chien muselé, Berlin, mars 1933

Le philosophe français Luc Ferry affirme, notamment dans son livre Le Nouvel Ordre écologique paru en 1992, que l'Allemagne nazie « promulgua les plus importantes législations qui soient à l'époque touchant la protection de la nature et des animaux »,. En réalité, la Loi sur la protection des animaux en 1933, sur la chasse en 1934 et sur la protection de la nature en 1935 sont en retard de 57 ans puisque la réglementation anglaise date de 1876 suivie par de bien d'autres législations de pays européens.
C'est en tout cas le constat de l'historienne de l’art et des mentalités, Élisabeth Hardouin-Fugier. En effet, selon elle, cette protection de l'animal aurait été essentiellement un outil de propagande pour le régime du Troisième Reich, les conceptions de bien-être animal étant inconcevables pour les idéologues fascistes : « Un simple coup d’œil sur la liste des « nuisibles » chassables en toutes circonstances ou sur les « plus basses espèces » à privilégier dans l’expérimentation animale, suffit à démentir la prétendue égalité nazie de tous les animaux ».
Pour elle, Luc Ferry recycle la propagande nazie, car le régime fut aussi cruel avec les animaux qu'avec les hommes , malgré des prétentions « politiquement correctes » de type publicitaire qui ne correspondent pas aux réalités juridiques du IIIe Reich : l'animal a toujours été considéré « comme une chose (als Sache gewertet) ». D'ailleurs, dans l’Allemagne nazie, les animaux de compagnie des Juifs (déportés ou non) ont été eux aussi enlevés puis tués de manière préméditée à l'arme à feu ou à l'arme blanche. Ainsi, Victor Klemperer, Juif, cousin du célèbre chef d’orchestre, témoigne :

« Je n’avais plus le droit de verser à la SPA une cotisation pour les chats, parce que, à « l’Institution allemande des chats » […] il n’y avait plus de place pour les créatures […] qui vivaient chez les Juifs. Plus tard, on nous a d’ailleurs enlevé, puis tué nos animaux domestiques, chats, chiens et même canaris : loin d’être des cas isolés, des turpitudes sporadiques, il s’agissait d’une intervention officielle et systématique et c’est une des cruautés dont aucun procès de Nuremberg ne rend compte… »

— Victor Klemperer, La Langue du IIIe Reich.
Dans la même ligne critique, le philosophe Jacques Derrida, dans L'Animal que donc je suis, déclare :

« Dans sa belle et riche préface aux Trois traités pour les animaux de Plutarque (dans la traduction d'Amyot), Elisabeth de Fontenay ne se contente pas de rappeler, après Hannah Arendt, que Kant était « l'auteur favori de Adolf Eichmann ». Contre ceux qui dénoncent, dans la remise en cause de l'axiomatique humaniste au sujet de l'animal, une « dérive déconstructionniste irresponsable », elle rappelle ceci : « Manque de chance pour ceux qui n'évoquent la Summa Injuria [allusion à une improbable zoophilie nazie et au prétendu végétarianisme hitlérien] que pour mieux se moquer de la pitié envers la souffrance anonyme et muette, il se trouve que de très grands écrivains et penseurs juifs de ce siècle auront été obsédés par la question animale : Kafka, Singer, Canetti, Horkheimer, Adorno. Ils auront, par l'insistance de son inscription dans leurs œuvres, contribué à interroger l'humanisme rationaliste et le bien-fondé de sa décision. Des victimes de catastrophes historiques ont en effet pressenti dans les animaux d'autres victimes, comparables jusqu'à un certain point à eux-mêmes et aux leurs. » »

Luc Ferry répond à cette controverse que certains « préfèreraient nier l'existence même de ces grands textes législatifs plutôt que de s'interroger sur le fond du problème : pourquoi les nazis furent-ils à ce point passionnés par la pureté naturelle, sous toutes ses formes, y compris animales, qu'ils en vinrent à promouvoir de telles mesures ? ». Mais cette « pureté naturelle » correspond à l'eugénisme, appauvrissement génétique du fait de la consanguinité pour obtenir des « races » animales « pures » (zootechnie condamnée par l'antispécisme : les animaux ne sont pas des objets soumis au bon vouloir d'une catégorie d'hommes). Il soutient qu'à l'époque, différents textes existent dans d'autres pays d'Europe, mais qu'en Allemagne, ils sont signés par Hitler en personne. Concernant la propagande, il ajoute : « En 1934, il [Hitler] fait imprimer des cartes postales où on le voit nourrir des biches dans la forêt, avec cette touchante légende : « Le Führer, ami des animaux ». Propagande ? Bien sûr, et alors ? Ce n'est pas ici le fond de l'âme d'Adolf Hitler qui nous intéresse, mais la façon dont le dictateur répond aux attentes politiques de l'Allemagne romantique et nationaliste qui l'a plébiscité et qui est, le fait n'est hélas pas douteux, infiniment plus sensible au sort des chiens ou des chats qu'à celui des Juifs ou des Tsiganes. […] Cette frénésie législative doit à des personnalités comme Himmler ou Gœring, qui voyait dans l'animal « l'âme vivante de la campagne » (die lebendige Seele der Landschaft), tous les liens qu'elle entretient avec le naturisme, la nostalgie des origines perdues, le culte de la pureté, l'amour des forêts vierges, que défendent à l'époque de nombreuses et déjà très puissantes associations écologistes ». Le philosophe ne remet pas en cause la réalité et l'application de ces lois, mais souhaite comprendre comment, « dans une logique fondamentalement romantique, la haine la plus acharnée des hommes a pu coexister avec l'amour le plus pur du règne naturel ».
Malgré toute la théorie de Luc Ferry, le fait est que ni la chasse, ni la pêche, ni les abattoirs, ni la vivisection, ni la consommation de viande n'ont été abolies ou combattues en Allemagne nazie.
La publicité nazie concernant la protection de la nature et du gibier correspond d'ailleurs à l'image du « cochon heureux » sur les boucheries ou du chasseur « défenseur de la nature » que pourfendent les antispécistes comme de la propagande et de la manipulation (ces derniers considérant que les animaux ne font pas plus partie de la nature que les humains ne le sont, puisque le terme « Animal » est lui-même sans fondement philosophique, comme l'a démontré le philosophe Jacques Derrida dans L'Animal que donc je suis).
Les associations végétariennes furent toutes interdites en Allemagne nazie et les Juifs qui pratiquaient le végétarisme furent exterminés comme les autres. Isaac Bashevis Singer rappelle d'ailleurs que la chasse est strictement interdite pour un Juif ; la chasse est combattue par le judaïsme et le Talmud interdit à un Juif de s'associer avec un chasseur. Le végétarisme est une caractéristique de l'ère messianique pour les Juifs orthodoxes, où même les animaux carnivores sont végétariens (selon la prophétie d'Isaïe).
Les chasseurs, bouchers, vivisectionnistes n'ont jamais connu la moindre persécution nazie, ni été empêchés d'adhérer au parti nazi, ni dépréciés pour le service du Reich. Ainsi, le kapo Heiden, qui décida de 1940 à 1942 de la vie et de la mort des détenus à Dachau, était boucher de profession. D'abord éleveur de poules, Heinrich Himmler, ami de Hitler, était passionné par l'eugénisme pratiqué sur les poules et leur abattage au gaz. L'extermination industrielle des Juifs, des Roms et des indésirables pour le Reich (homosexuels, Témoins de Jéhovah, apatrides, etc.) est calquée sur les abattoirs de Chicago. De même, Hermann Stieve, professeur en 1921 d'une chaire d'anatomie, qui s'intéressa toute sa vie aux ovaires, pratiqua la vivisection sur les animaux, pendant le IIIe Reich. Il agit avec en plus la possibilité, dans le cadre de la « destruction de la vie indigne de vivre », de compléter ses recherches sur des corps humains, comme ceux des patients de service de psychiatrie, affamés jusqu'à la mort et dont il avait fait enlever les corps, ou celles d'Allemandes condamnées à mort pour un crime de droit commun (au cours de la période nazie, même l'écoute de stations de radio étrangères était punie de mort et considérée comme un crime de droit commun). Ainsi Hermann Stieve écrit à propos de résistantes allemandes :

« Elles s'étaient retrouvées en prison après avoir commis des crimes graves [note : emprisonnées et décapitées, pour résistance (distribution de tracts anti-nazis, etc.), dans le plus grand secret]. Conséquence de la peur qu'elles avaient ressenties, elles n'avaient plus eu de règles pendant une assez longue période. »

Cela correspondait à ses recherches, nullement abolies mais encouragées par le nouveau Reich, où Hermann Stieve étudiait aussi les ovaires des animaux à la suite d'un effet panique (pour inspirer à la poule une peur panique, Hermann Stieve plaçait dans un poulailler une cage avec un renard vivant) ou tuait des moutons « pour réaliser [ses] études comparatives »).
Preuve qu'être vivisectionniste n'empêchait pas d'être bien vu du parti nazi : Hermann Stieve utilisait les victimes de la justice nazie, à la demande même de la Wehrmacht. Il adhéra dès la fin de la Première Guerre mondiale au Parti populaire national-allemand, dont il fut un orateur tout en étant membre de l'Alliance des soldats du front, ses opinions de droite suscitant des plaintes de partis de gauche et d' organisations juives. L'exemple de Hermann Stieve démontre également que le fait de chasser n'était pas non plus un problème de facto pour l'Empire nazi, étant donné que pour Robert Rössle (en) et Walter Stoeckel (de), Hermann Stieve était, entre autres, un :

« Anatomiste révolutionnaire de notre discipline, […] un chasseur respectant les usages de la vénerie, jouissant avec bonheur des beautés de la forêt et du gibier. […] Chasseur passionné, il est allé chercher ses objets dans plusieurs pays d'Europe. Ce qu'il mettait à mort, et ce que l'anatomie lui offrait, il le ramenait à la vie par l'interprétation écrite ou parlée. »

### Belgique
La loi du 22 mars 1929 punit les « actes de cruauté ou de mauvais traitement excessif envers un animal ». Pour la première fois dans une législation moderne, l'animal est perçu comme devant être protégé pour lui-même. Le 14 août 1986 est votée la loi relative à la protection et au bien-être animal.

### France
Il faut attendre 1959 pour que l'animal (apprivoisé et/ou détenu en captivité) commence en France à être protégé en tant qu'être et non comme objet ou propriété. Cette loi ne concerne que le domaine privé. Elle a été préparée par Dr vétérinaire Fernand Mery (le premier à proposer d'anesthésier les chats lors de leur castration). Les auteurs de maltraitance sur animaux risquent alors de 60 à 400 francs d'amende et jusqu'à huit jours de prison. L’animal maltraité pouvant lui être retiré et confié à une œuvre caritative de défense des animaux.
A compter de 2000, le code rural (c'est-à-dire l'actuel Code rural et de la pêche maritime) dispose, en son article L214-1, que l'animal est un être sensible. Cet article résulte de la transposition, à droit constant, de l'article 9 de la loi n°76-629 du 10 juillet 1976 relative à la protection de la nature, datant de 1976. Le 28 janvier 2015, l'Assemblée nationale vote un amendement à un projet de loi qui change le statut des animaux dans le Code civil et considère dorénavant que les animaux sont des « êtres vivants doués de sensibilité » dans l'article 515-14 du Code civil, contrairement à leur ancien statut, qui les considérait, en principe, comme des biens meubles à l'article 528 (ancien) du Code civil. Ce changement fait suite à une pétition de l'association 30 millions d'amis, qui avait réuni 800 000 signatures, et fit naître les débats à l'Assemblée nationale et au Sénat. Selon les civilistes Jean-Baptiste Seube et Thierry Revet, le dépôt de l'amendement s'explique en outre par la volonté d'empêcher l'examen d'une proposition de loi, devant être prochainement déposée par le groupe de travail "Protection de l'animal". Le Sénat avait supprimé le 22 janvier 2015 la qualité « d’êtres vivants doués de sensibilité » accordée par l’Assemblée nationale aux animaux en octobre 2014, mais l’Assemblée nationale a fini par rétablir le 28 janvier 2015 cette définition. Toutefois, l'article 515-14 in fine du Code civil dispose toujours que les animaux sont soumis aux règles applicables aux biens. L'article 524 du Code civil dispose toujours que certains animaux sont soumis aux règles applicables aux immeubles par destination. Le privatiste Jean Mouly souligne, par ailleurs, que l'animal se trouve toujours dans le livre II du Code civil, consacré aux biens.
Le sens et les implications exactes de l'article font l'objet de débats entre juristes ; la portée normative de la première phrase de l'article 515-14 est douteuse, selon le sénateur Thani Mohamed Soilihi et inexistante selon le civiliste Philippe Malinvaud. Le civiliste Grégoire Loiseau, pour sa part, estime que l'article 515-14 "peut servir de ressort à une modulation de l’application de certaines règles de droit selon que leur mise en œuvre concerne un animal ou un bien ordinaire". Il existe, en outre, un débat sur la nature juridique de l'animal, l'article 515-14 se bornant à dire que l'animal est soumis au régime des biens, sans indiquer qu'il est un bien. Pour Jean-Baptiste Seube et Thierry Revet, l'animal, étant susceptible d'appropriation, doit être considéré comme un bien. Pour Grégoire Loiseau, il s'agit d'une quasi chose. Selon le civiliste Jean-Pierre Marguénaud, les animaux n'étant soumis au régime des biens que sous réserve des lois qui les protègent, ils ne sont des choses que par défaut, à défaut de lois les protégeant.
La jurisprudence s'est peu emparée de l'article 515-14 du Code civil, ni les juges, ni les parties au procès n'en déduisant de conséquences concrètes.
En 2018, l'ANSES reformule une définition (après 2 ans de travail d’un groupe d’experts) : « Le bien-être d’un animal est l’état mental et physique positif lié à la satisfaction de ses besoins physiologiques et comportementaux, ainsi que de ses attentes. Cet état varie en fonction de la perception de la situation par l’animal ». L’évaluation du bien-être devrait donc faire rechercher les signes d’expression d’émotions positives (satisfaction, plaisir…) et pas seulement les signes de stress.

« Le Code civil, […] rien, dans aucun article de ce Code, ne distingue l'animal de l'objet. […] Au regard de la loi, […], l'animal n'est rien d'autre qu'une marchandise […]. Le Code pénal reconnaît bien que l'animal est un « être sensible » ; mais la loi apporte immédiatement une restriction, en précisant que son propriétaire doit lui assurer de bonnes conditions, comme si tous les animaux devaient avoir un propriétaire. Le même code ne légifère, en matière de protection contre les mauvais traitements et les actes de cruauté, qu'en faveur des animaux domestiques, ou apprivoisés, ou tenus en captivité, écartant donc tous les animaux sauvages à titre individuel, et autorisant sur eux toutes les cruautés imaginables. Et la loi continue de classer l'animal sauvage comme res nullius, la chose n'appartenant à personne, ce qui permet à quiconque de se l'approprier, mort ou vif ! »

— Jean-Claude Nouët, « Protection ou respect de l'animal ? ».
Au XIXe siècle, le débat sur le bien-être animal est bien présent en France, porté par des groupes tels que la « Ligue antivivisectionniste française » dont Victor Hugo fut président. Celui-ci fut d'ailleurs un des principaux promoteurs de la première loi de protection des animaux domestiques prévoyant des sanctions pénales[réf. nécessaire] La principale visée de la loi Grammont n'était toutefois pas de protéger les animaux, mais les hommes du spectacle de leur souffrance :

« Seront punis d'une amende de 5 à 15 F et pourront l'être d'un à cinq jours de prison ceux qui auront exercé publiquement et abusivement de mauvais traitements envers les animaux domestiques.
La peine de la prison sera toujours applicable en cas de récidive. L'article 483 du Code pénal sera toujours applicable. »

— Loi Grammont, 2 juillet 1850
Cependant cette législation est désormais obsolète, les animaux « domestiques » pour le droit français, apprivoisés ou tenus en captivité disposent d'une protection juridique fournie par l'article 521-1 du Code Pénal (1) qui énonce :

« Le fait, publiquement ou non, d'exercer des sévices graves, ou de nature sexuelle, ou de commettre un acte de cruauté envers un animal domestique, ou apprivoisé, ou tenu en captivité, est puni de deux ans d'emprisonnement et de 30 000 euros d'amende. En cas de condamnation du propriétaire de l'animal ou si le propriétaire est inconnu, le tribunal statue sur le sort de l'animal, qu'il ait été ou non placé au cours de la procédure judiciaire. Le tribunal peut prononcer la confiscation de l'animal et prévoir qu'il sera remis à une fondation ou à une association de protection animale reconnue d'utilité publique ou déclarée, qui pourra librement en disposer. Les personnes physiques coupables des infractions prévues au présent article encourent également les peines complémentaires d'interdiction, à titre définitif ou non, de détenir un animal et d'exercer, pour une durée de cinq ans au plus, une activité professionnelle ou sociale dès lors que les facilités que procure cette activité ont été sciemment utilisées pour préparer ou commettre l'infraction. Cette interdiction n'est toutefois pas applicable à l'exercice d'un mandat électif ou de responsabilités syndicales. Est également puni des mêmes peines l'abandon d'un animal domestique, apprivoisé ou tenu en captivité, à l'exception des animaux destinés au repeuplement. »

— Modifié par ordonnance no 2006-1224 du 5 octobre 2006 - art. 6 JORF, 6 octobre 2006
.
De plus, l'article R214-17 du Code rural et de la pêche maritime « interdit à toute personne qui, à quelque fin que ce soit, élève, garde ou détient des animaux domestiques ou des animaux sauvages apprivoisés ou tenus en captivité » une liste de maltraitances qui inclut les privations de nourriture, d'eau ou de soins, les blessures, et des dispositifs de contention inadaptés à l'espèce considérée ou de nature à provoquer des blessures ou des souffrances.
Depuis une loi du 8 décembre 2004, l'article L611-19, 4° du Code de la propriété intellectuelle dispose que "les procédés de modification de l'identité génétique des animaux de nature à provoquer chez eux des souffrances sans utilité médicale substantielle pour l'homme ou l'animal, ainsi que les animaux issus de tels procédés" ne sont pas brevetables.

### Israël

Panneau indicateur routier en Israël

S'appuyant notamment sur les textes bibliques et talmudiques interdisant la souffrance animale, et s'inspirant des discours de différents penseurs ou militants juifs ou israéliens (Kafka, Singer, Klemperer, Canetti, Horkheimer, Derrida, Adorno, (de)Levy, (en)Gilboa...), de nombreuses luttes ont lieu en Israël pour conduire à la limitation voire à l'annulation des pratiques nuisant aux animaux. Dans ce pays, il est notamment désormais interdit d'engraisser les oies et les canards, de nuire aux animaux en les exploitant. Des règlementations sont également adoptées pour limiter l'industrie du veau laitier.
Trois lois principales israéliennes traitent de la protection et du bien-être animaux : 
- 1955 : Loi pour la protection des animaux sauvages[46]
- 1994 : 
  - Lois sur la cruauté envers les animaux 
    - pour la protection des animaux
    - contre l'expérimentation animale

#### Protection des animaux sauvages
La loi de 1955 pour la protection des animaux sauvages traite de la réglementation de la chasse et de tout ce qui concerne la possession et le commerce d'animaux sauvages. Tout animal défini comme animal sauvage, c'est-à-dire tout vertébré (à l'exception des poissons ) qui n'a pas la nature de vivre en présence de l'homme, est protégé de la chasse sauf s'il a été spécifiquement déclaré nuisible ou autorisé à la chasse.

#### Contre la cruauté envers les animaux
La loi sur la cruauté envers les animaux (protection des animaux) de 1994 est la principale loi pour la protection des animaux en Israël. La section principale de cette loi établit une interdiction-cadre : « Une personne ne doit pas torturer un animal, ne doit pas être cruelle envers lui et ne doit le maltraiter en aucune façon ». Cela inclut l'incapacité d'effectuer un « travail » en raison de la condition physique et l'interdiction d'asservissement d'un animal jusqu'à l'épuisement.
La loi sur la cruauté envers les animaux (expérimentation animale) de 1994 réglemente le sujet des expérimentations animales en Israël. En vertu de cette loi, le Conseil des expérimentations animales est créé en 1995, qui est l'organe central chargé des expérimentations animales en Israël. Les principales fonctions de ce Conseil sont d'établir des règles concernant la conduite d'expériences sur des animaux et l'octroi de licences aux institutions qui mènent des expériences sur des animaux. Cependant, des militants des droits des animaux affirment que la majorité des membres du Conseil sont des représentants ou des responsables d'organismes qui mènent des expériences sur des animaux dans les institutions où ils travaillent ou représentent des groupes d'intérêt intéressés par de telles expériences avec des limitations minimales.

#### Autres mesures

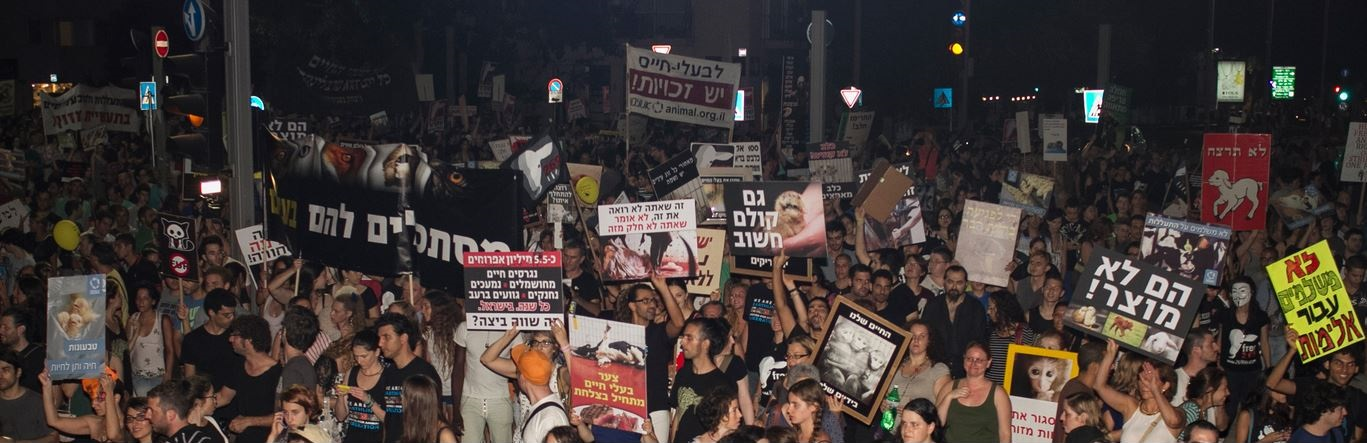
Manifestation pour les droits des animaux et le véganisme (Tel Aviv, août 2013)

En 1999, après une longue lutte des élèves des écoles israéliennes en collaboration avec l'association Anonymous, une réunion décisive se tient au ministère de l'Éducation concernant les expérimentations animales dans les écoles à des fins éducatives et pédagogiques. A son issue, le ministre de l'Education de l'époque, Yossi Sharid déclare : « Il n'est pas nécessaire de fouiller dans les entrailles d'un être vivant. Il est plus important d'enseigner aux élèves d'Israël la compassion pour les animaux ». Depuis lors, les expériences de vivisection sur les animaux ne se pratiquent plus dans les écoles en Israël.
Il existe en outre une interdiction légale, depuis 2001, d'organiser des spectacles causant des souffrances aux animaux.
En 2006, après une longue bataille juridique débutée en 2001 et menée par l'association Anonymous, l'interdiction de 2003 par la Cour Suprême d'engraisser les oies (gavage) a commencé à être appliquée dans la pratique et des fermes ont fermé,. Cependant, certaines ont continué à fonctionner et le ministère de l'Agriculture a porté plainte contre elles. La même année, une interdiction d'engraisser les canards est également entrée en vigueur et la grande ferme d'engraissement de canards de Bethléem en Galilée, la seule du genre en Israël, est fermée.
De nombreuses manifestations (de rue, publications, débats...) qui sensibilisent le public en faveur des animaux et de leur bien-être ont lieu en Israël. En 2017, le journal britannique The Independent désigne ainsi Israël comme la « capitale mondiale du végétalisme ».

### Suisse

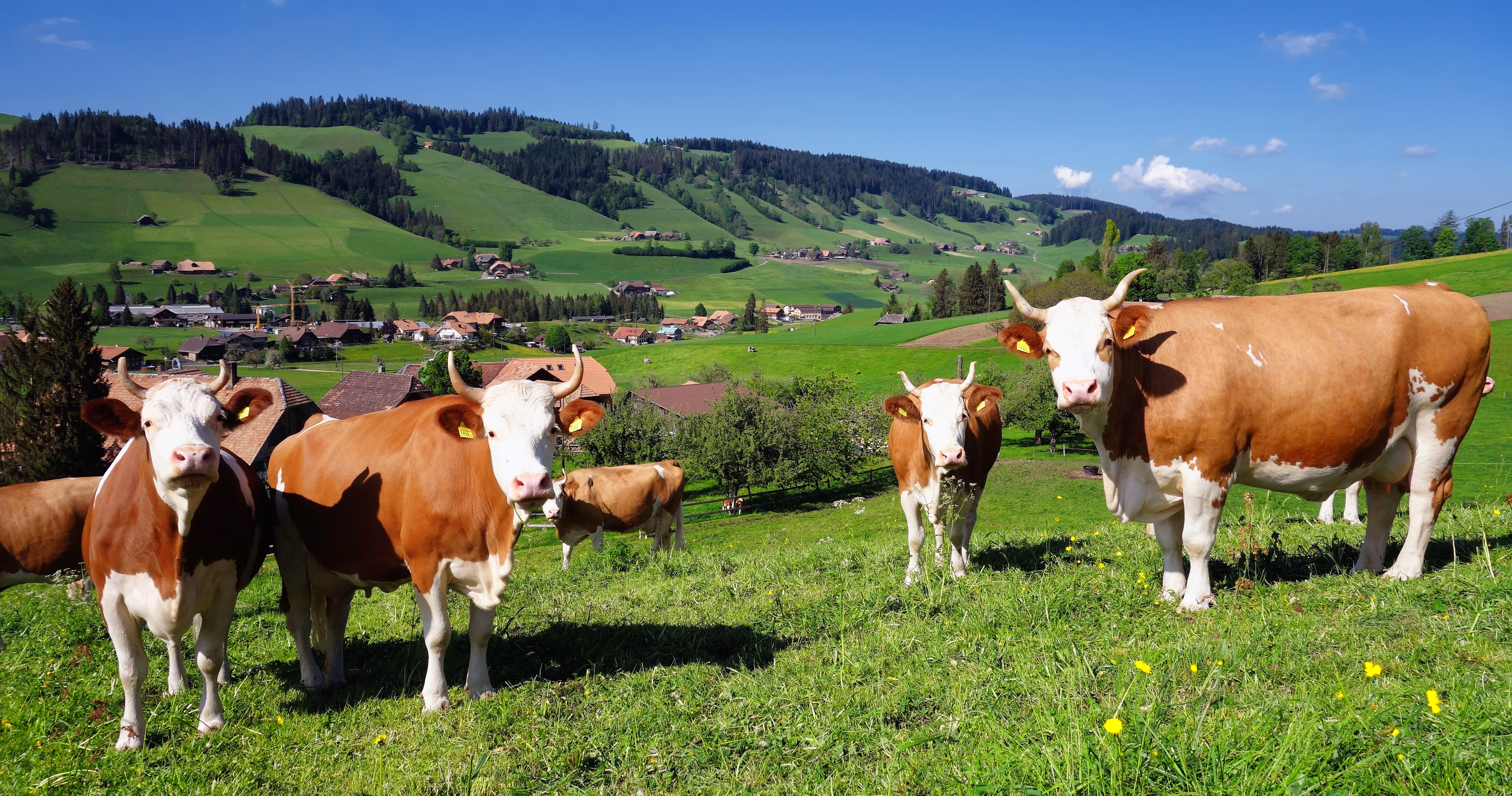
Vaches laitières dans la région de l'Emmental

La Suisse a l'une des législations sur la protection des animaux les plus avancées du monde. Elle est par exemple, le premier pays à avoir interdit l'élevage en batterie en 1991.
Depuis le 1er avril 2003, le statut juridique des animaux s'est modifié, à la suite d'une décision du Conseil fédéral. Depuis cette date, les animaux ne sont plus considérés comme des choses, mais comme des êtres vivants, capables de ressentir et de souffrir. Cette décision du Conseil fédéral, est la conséquence de plusieurs actions, au niveau du conseil national et de groupes de personnes ayant déposé deux initiatives populaires. En 1999, les conseillers nationaux, François Loeb et Suzette Sandoz, ont effectué des interventions parlementaires, qui visaient à donner aux animaux un statut particulier dans l'ordre juridique comme êtres vivants doués de sensibilité. Le conseiller national Dick Marty déposera quant à lui un peu plus tard, une initiative parlementaire « Les animaux dans l'ordre juridique suisse », la même année. Parallèlement, durant l'année 2000, deux initiatives populaires, « Pour un meilleur statut juridique des animaux » et « Les animaux ne sont pas des choses » sont déposées à la chancellerie fédérale, avec les signatures nécessaires pour être soumises en votation auprès du peuple suisse. Finalement, le Conseil fédéral ayant souscrit aux modifications législatives préconisées par la Commission des affaires juridiques du Conseil des États, qui avaient pour origine l'initiative parlementaire « Les animaux dans l'ordre juridique suisse », elles constituaient un contre-projet indirect aux deux initiatives populaires, qui ont été par conséquent retirées par les initiants, qui voyaient dans ce contre-projet la base nécessaire pour l'amélioration du bien-être des animaux.
Le statut des animaux en Suisse se base sur la Loi fédérale sur la protection des animaux (LPA) et l'Ordonnance sur la protection des animaux (OPAn)

### Royaume-Uni
De même que pour la notion de droits des animaux, c'est au Royaume-Uni qu'émergent les premiers questionnements, politiques et actions non religieux en faveur du bien-être animal.
En 1822, le député britannique Richard Martin fit passer une loi (Martin's Act) protégeant bovins, ovins et équins de la cruauté humaine. En 1824, il fut l'un des fondateurs de la Société pour la prévention de la cruauté envers les animaux ou SPCA. En 1840, la reine Victoria donna sa bénédiction à cette société, la rebaptisant RSPCA (the Royal Society for the Prevention of Cruelty to Animals), sigle sous lequel elle est actuellement connue des britanniques. À l'aide de dons de ses membres la société employa un réseau croissant d'inspecteurs ayant pour mission d'identifier les maltraitances, de rassembler des preuves et de les transmettre aux autorités.
Afin de justifier la prévention et la répression des maltraitances d'animaux, ces promoteurs du bien-être animal intègrent à leurs arguments l'idée que la cruauté envers les animaux est un signe de faiblesse morale générale de l'agent cruel, lequel représente donc un risque pour les humains eux-mêmes.

### États-Unis

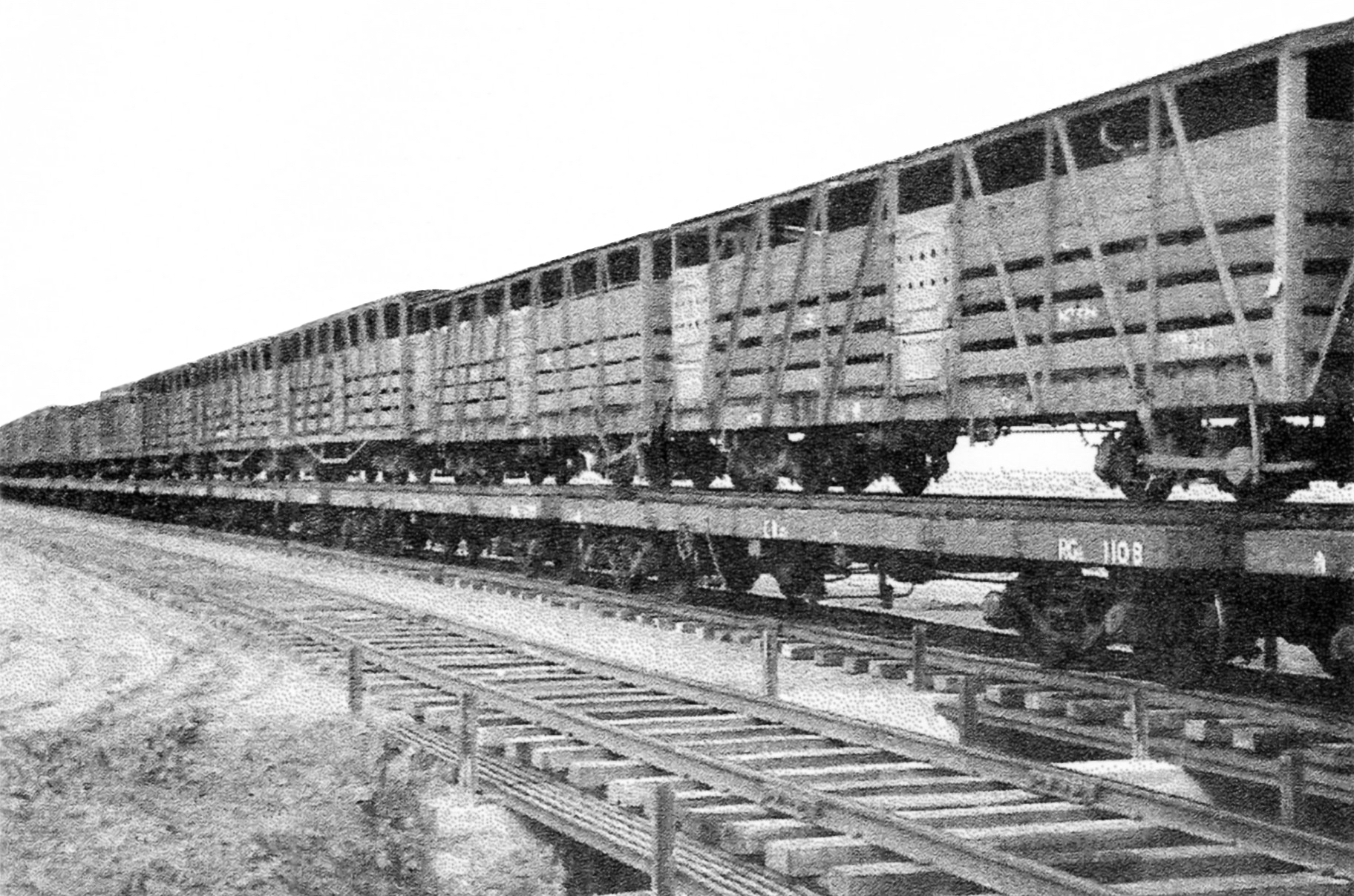
Train de wagons à bestiaux à voie étroite des chemins de fer du Commonwealth sur des rails posés sur des wagons plats à voie standard, ligne Stirling North–Marree, Australie-Méridionale (1955).

Temple Grandin qui pratique la zootechnie, a contribué au bien-être animal dans plusieurs abattoirs aux États-Unis en rendant moins stressante et cruelle la rétention des animaux.

## Législations notables
Les plus importantes législations touchant la protection des animaux dans l'histoire humaine, dont l'abolition de la viande et l'interdiction de la chasse, pêche au niveau de l'État sont celles de l'empereur indien Ashoka,, de l'empereur chinois Wudi,, l'empereur japonais Tenmu, du roi indien Kumârapâla (en),,, notamment dans le cadre hindou, ou sous influence du bouddhisme et du jaïnisme.
Conventions internationales :
- Convention européenne sur la protection des animaux en transport international (signée le 13 décembre 1968 à Paris)
- Convention européenne sur la protection des animaux dans les élevages (signée par les États membres du Conseil de l'Europe le 10 mars 1976)

Ses principales dispositions concernent :
- Convention européenne pour la protection des animaux de compagnie (signée par les États membres du Conseil de l'Europe le 13 novembre 1987)

## Composants et pratique

### Principe de bien-être
Le gouvernement du Royaume-Uni a missionné en 1965 le professeur Roger Brambell pour enquêter sur le bien-être des animaux de l'élevage intensif, en partie pour répondre aux problèmes soulevés dans le livre publié en 1964 par Ruth Harrison, Animal machines. Sur la base du rapport du professeur Roger Brambell, le gouvernement britannique a alors créé en 1967 le Farm Animal Welfare Advisory Committee (Comité consultatif sur le bien-être des animaux de ferme), qui devint le Farm Animal Welfare Council en 1979.
Les premières lignes directrices du comité recommandèrent que les animaux aient la possibilité de se retourner, de se nettoyer, de se lever, de se coucher, et d'étendre leurs membres. C'est à partir de celles-ci qu'ont été élaborées depuis les cinq besoins fondamentaux de l'animal :

### Cinq besoins fondamentaux
Selon l'ONG CIWF, les cinq besoins fondamentaux des animaux seraient :
1. Absence de douleur, lésion ou maladie.
2. Absence de stress climatique ou physique.
3. Absence de faim, de soif ou de malnutrition.
4. Absence de peur et de détresse.
5. Possibilité d’exprimer des comportements normaux, propres à chaque espèce.

L’OIE (Organisation mondiale de la santé animale), ajoute que le bien-être animal désigne aussi plus largement la manière dont un animal évolue dans les conditions qui l’entourent (OIE, 2018c)
Les experts de l´Institut national de recherche agronomique (INRA, France) ont publié dans un rapport sur l'identification et les imites de la douleur chez les animaux d’élevage. Ils y écrivent : « Pour tenter d’évaluer ce que peut être la douleur d’un animal d’une espèce donnée, la recherche a utilisé des critères portant sur les structures nerveuses (présence ou non d´un cortex télencéphalique frontal, limbique, cingulaire…) et sur les capacités comportementales émotionnelles et cognitives. L'anatomie comparée des structures du système nerveux central et des capacités comportementales des espèces font admettre que les mammifères ressentent la douleur. La question de l’existence de la douleur est posée pour les oiseaux, les poissons et pour les mollusques céphalopodes marins ».

### Transport des animaux en Europe
Le 13 décembre 1968 fut signée à Paris la Convention européenne sur la protection des animaux en transport international, qui réglemente le transport des animaux domestiques. La CITES gère les droits de détention des animaux sauvages.
- Convention européenne sur la protection des animaux en transport international

Le 22 décembre 2004 l'Union européenne a effectué une refonte totale des règles en matière de bien-être des animaux pendant leur transport. Dans cette nouvelle réglementation, elle identifie tous les intervenants et leurs responsabilités respectives, elle renforce les mesures de surveillance et prévoit des règles plus strictes pour les longs trajets et les véhicules utilisés.
- Règlement (CE) no 1/2005 du Conseil, du 22 décembre 2004, relatif à la protection des animaux pendant le transport.
- Mémento sur le transport d'animaux vivants sur routes
- L'union européenne a également mit en place un système appelé TRACES, (TRAde Control and Expert System) qui assure la traçabilité et le contrôle de l'ensemble des produits d'origine animale et des animaux vivants lors de leurs mouvements et importations en Europe.

Néanmoins, certaines organisations de protection des animaux, notamment le PMAF, dénoncent les conditions de transports des animaux sur de longues distances, parfois d'un pays à un autre pour des raisons économiques, pour être engraissés ou abattus.
La Suisse quant à elle, n'autorise pas le transit d'animaux de boucherie vivants, par route, en provenance de l'Europe sur son territoire, en raison des lois plus contraignantes en la matière édictées par la Suisse.

## Relations avec les droits des animaux
Dans la défense des intérêts des animaux, on peut distinguer deux grandes philosophies : celle défendant un plus grand bien-être animal, et celle réclamant des droits pour les animaux. Ces deux points de vue correspondent à deux conceptions éthiques plus générales :
- les déontologistes fondent la morale sur des droits et réclament donc des droits pour les animaux ;
- les conséquentialistes jugent simplement une action ou une inaction à travers ses conséquences. En particulier, les utilitaristes la jugent selon ses conséquences en matière de bien-être. La notion centrale pour eux sera donc le bien-être animal.

Les défenseurs du bien-être animal jugent souvent que le point de vue droits des animaux va trop loin à certains égards : le bien-être animal ne nécessite pas forcément l'élimination complète de toute utilisation des animaux, notamment comme animaux de compagnie. Ils défendent plutôt l'idée que les humains ont une responsabilité morale à l'égard des animaux, celle de minimiser leurs souffrances.
Le clivage entre conséquentialistes et déontologistes recoupe souvent un autre clivage, celui entre les abolitionnistes (partisans de l'abolition de toute forme d'exploitation des animaux) et les réformistes (qui luttent pour améliorer la condition animale sans forcément remettre en cause toute forme d'exploitation des animaux). La défense du bien-être animal coïncide souvent avec la position réformiste. Aussi certains défenseurs de droits des animaux tels que Gary L. Francione considèrent-ils que le point de vue bien-être animal est incohérent et inacceptable moralement.
Certains groupes de défense de droits des animaux, tels que PETA, choisissent de soutenir des mesures réformistes pour alléger la souffrance animale dans l'immédiat, en attendant le jour où il sera mis fin à toute forme d'exploitation animale.
Les mouvements abolitionnistes sont néanmoins souvent critiques par rapport à la conception du bien-être animal. Selon eux, les besoins fondamentaux de chaque animal seraient de vivre et de ne pas être traité comme une marchandise.

### Autres points de vue
Le moraliste canadien David Sztybel (en) distingue six types de points de vue différents au sujet du bien-être animal :
- le bien-être animal selon les exploitants d'animaux : la « bien-traitance » correspondant à la vérification, par ceux qui utilisent des animaux, qu'ils les traitent bien ;
- le bien-être animal du point de vue populaire : le souci de la personne lambda d'éviter la cruauté et d'être gentil avec les animaux ;
- un bien-être animal responsabilisant : une opposition à la cruauté plus structurée en matière de règles de conduite, mais qui ne rejette pas la plupart des pratiques de l'exploitation animale (sauf peut-être l'exploitation d'animaux pour la fourrure ou pour le sport (chasse, pêche)) ;
- le point de vue utilitariste, qui cherche à minimiser la souffrance, et peut éventuellement accepter une exploitation animale si elle semble servir un plus grand bonheur global ;
- le new welfarism, expression introduite par Gary L. Francione pour désigner l'opinion selon laquelle les mesures destinées à améliorer la condition des animaux exploités par les humains conduiront finalement à l'abolition de toute exploitation animale ;
- enfin, des points de vue qui ne font pas de distinction entre « bien-être animal » et « droits des animaux ».

## Positions religieuses

### Islam
Selon les textes scripturaires la miséricorde en islam, doit s’étendre à toutes les créatures de Dieu. Ainsi, loin de considérer les animaux comme un seul bien domestique voir gastronomique, le bien-être animal est on ne peut plus garanti en islam. Le Coran est, en effet, très explicite en ce qui concerne le bien-être et la bienveillance à l’égard des animaux en ce sens que l’islam reconnaît chez l’animal une conscience évoluée comme en témoigne la sourate 6 Al-‘An`âm (Les Bestiaux), verset 38
« Ne vois-tu pas que tout ce qui sont dans les cieux et en terre ne cessent de proclamer la gloire et la pureté de Dieu, de même les oiseaux qui étendent leurs ailes ? Chacun a su sa manière de prier Dieu et de proclamer Sa gloire et Sa pureté et Dieu sait parfaitement ce qu’ils font. » Sourate 24 An-Nur (La Lumière), verset 41 [style à revoir]
Allant dans le sens du respect dû aux animaux, les textes scripturaires nomment plusieurs sourates par le nom d’animaux :« La Vache », « Les Bétails », « Les Abeilles », « Les Fourmis », « L’Araignée », « L’Eléphant ».

### Judaïsme
Dans la Bible hébraïque, ses commentaires et ses extensions talmudiques, il existe un certain nombre de commandements (mitzvoth) concernant la prévention du mal aux animaux. Le judaïsme est explicite à ce propos : la cruauté envers les animaux est interdite dans la Torah, et il existe même une obligation de les sauver de tout ce qui leur fait du mal ou les fait souffrir. Ainsi, la Bible et la tradition rabbinique placent l’animal sous la protection de la loi.

#### Commandements en faveur des animaux
- Organe animal : Il est interdit d'arracher ou de prendre un membre de l'animal vivant et de le manger[77]. Même les Gentils sont avertis de cette interdiction, comme l'un des sept commandements des fils de Noé (lois noahes) qui constituent la législation minimale de l’éthique[78],[79].
- Charge : Une mitsva oblige à décharger un animal qui ploie sous sa charge - et même s'il appartient à son ennemi[80]. Maïmonide décrète qu'un animal doit être déchargé même le Shabbat (où l'Homme ne doit effectuer aucun ouvrage), en raison de l'évitement de la cruauté envers les animaux[80].
- Vol du nid : Il est interdit de prendre les œufs de l'oiseau ou ses poussins, tant que la mère est présente dans le nid.
- Abattage : Tuer des animaux pour se nourrir est autorisé mais les lois de la Torah expriment la mesure de la miséricorde en atténuant la douleur de l'abattage[81]. L'abattage rituel juif repose sur de nombreuses obligations de la Loi juive. Il n'est notamment autorisé que sur certains animaux et en procédant sur la trachée et l'œsophage (chez les bestiaux et sur un seul conduit chez les oiseaux)  afin que le cerveau perçoive moins de douleur en raison du manque de sang et d'oxygène, à l'aide d'un couteau spécial tranchant et lisse, et la coupe doit être effectuée d'un mouvement précis et rapide, afin que l'animal ne sente pas qu'il passe de vie à trépas. Dans le cas contraire, sa viande est déclarée non-cashère[82].
  - la Bible défend d’abattre le même jour la mère et son petit[83] « afin, écrit Maïmonide, que nous eussions soin de ne pas égorger le petit sous les yeux de la mère ; car l’animal éprouverait, dans ce cas, une trop grande douleur. En effet, il n’y a pas, sous ce rapport, de différence entre la douleur qu’éprouverait l’homme et celle des autres animaux ; car, l’amour et la tendresse d’une mère pour son enfant ne dépendent pas de la raison, mais de l’action de la faculté imaginative que la plupart des animaux possèdent aussi bien que l’homme »[84].
- Chasse : Il est interdit au juif de chasser ; l'animal tué non-rituellement deviendrait de surcroît impropre à la consommation. Pour cet interdit, il est relevé que les chasseurs figurant dans le texte sacré juif (Nimrod, Esaü...) ne font pas partie des lignées des fils d'Abraham, d'Isaac et de Jacob, c'est-à-dire des enfants d'Israël[85].
- Corrida : Tout logiquement, la corrida est strictement interdite car elle inflige des souffrances inutiles à l'animal[86].
- Nourriture : L'Homme doit nourrir la bête avant de se nourrir lui-même[87] car le Deutéronome spécifie : « Je ferai croître l’herbe dans ton champ pour ton bétail, et tu mangeras et tu seras rassasié »[88]. L’ordre d’apparition des verbes dans le verset biblique désigne l'ordre de préséance : l'animal puis l'Homme, et en cela, l'Homme doit imiter Dieu[76].
- « Tu ne bloqueras pas un boeuf avec une palissade » : Le Deutéronome  (25:4) impose de « ne pas museler le bœuf pendant qu’il foule le grain » : Il est interdit d'empêcher un animal dans sa stalle de manger la nourriture sur laquelle il travaille[89],[90].
- Labourage : « Tu ne laboureras pas avec un boeuf et un âne ensemble » (Deutéronome 22:10) : Des commentateurs considèrent que cet interdit existe pour éviter la cruauté envers les animaux. Ibn Ezra écrit que « la force de l'âne n'est pas égale à celle du boeuf » donc iil y aurait de la peine et du chagrin pour les animaux à vivre et travailler avec des animaux qui ne sont pas de leur espèce[91]. Le Séfer Hah’inoukh cite le Guide des Égarés [III, 49] en motivant cette interdiction dans ce même sens.
- Pêche : La pêche est autorisée pour se nourrir mais jamais en tant que « sport ».
- Repos du Shabath : Le temps du Shabbat est destiné au repos des hommes mais également à celui des animaux dont ceux de trait : « afin que ton boeuf et ta bête se reposent » (Exode 23:13). Bien que la traite soit interdite le Shabbat[92], les juges ont autorisé sous certaines conditions à demander à un non-Juif de traire l'animal, car ne pas traire l'animal lui occasionne une grande douleur, ou de nos jours, en utilisant une technologie « halakhique » adaptée[93],[94],[95],[96].

Le Talmud évoque Rabbi Yehuda HaNassi qui voit un veau mené à l'abattoir, essayant de cacher sa tête à l'intérieur de son corps, comme s'il demande grâce pour sa vie, et dont il ne prend pas pitié ; pour cela, HaNassi reçoit les« tourments du Ciel », jusqu'à ce qu'il fasse preuve de compassion à l'égard de ratons voués à la mort.
Cependant, le récit biblique de la création décrit une hiérarchie entre l'Homme et les autres animaux. Dans le livre de la Genèse 1:20, il est écrit : « Et Dieu dit : Faisons l'homme à notre image, selon notre ressemblance ; Et qu'il domine sur les poissons de la mer, sur les oiseaux du ciel, sur le bétail, sur toute la terre, et sur tous les reptiles qui rampent sur la terre. » L'homme, dans la tradition juive, est le seul fait à l'image de Dieu et sur lui repose le règne animal, donc c'est à lui d'en prendre soin. Rabbi Nahman écrit que l'Homme « est mentionné en dernier pour les créations et en premier pour les sanctions », ce qui montre qu'il est responsable de la protection des espèces créées avant lui.

## Question des intérêtsgastronomiques
Divers grands chefs estiment que la viande d'animaux élevés en libre parcours et bien traités est préférable pour la cuisine. Il ne s'agit pas là d'une prise en compte éthique de l'animal mais du constat que la viande d'un animal bien traité a meilleur goût grâce à l'absence de stress au moment de l'abattage.
Parmi les principaux cuisiniers prônant une viande de haute qualité, issue d'un élevage long, on peut citer Fergus Henderson, Raymond Blanc, Hugh Fearnley-Whittingstall. Ce dernier est connu pour élever et tuer lui-même ses animaux.

## Critiques de la notion et de sa défense
D'autres jugent que l'on donne une importance trop grande au bien-être animal, alors même que le bien-être humain ou les droits humains fondamentaux ne sont toujours pas satisfaits pour beaucoup d'humains. Ils citent l'Afrique et de nombreuses autres parties du monde touchées par la pauvreté et d'autres problèmes, parfois en progression. Ces détracteurs exigent parfois des défenseurs des animaux qu'avant de réclamer des droits pour les animaux, ils commencent par améliorer les conditions de vie de leurs congénères humains dont beaucoup vivent dans des conditions comparables à, voire pire que, celles de certains animaux.
Cette critique suppose la prémisse spéciste selon laquelle la souffrance humaine mérite une plus grande considération que toute souffrance subie par un animal non humain. Les antispécistes rejettent cette opinion, considérant au contraire que toute souffrance mérite la même considération, quelle que soit l'espèce de l'être qui la subit.
Plus récemment, d'autres détracteurs ont utilisé des arguments inspirés de Wittgenstein pour défendre l'idée selon laquelle certains types de souffrance ou de joie ne sont accessibles qu'aux êtres capables d'utiliser un langage. Ils affirment que seuls les humains, les bonobos et les chimpanzés ont cette capacité linguistique. Mais logiquement le fait que les humains puissent ressentir certaines souffrances particulières ne signifie pas qu'on ne doit pas chercher à éliminer les autres types de souffrance.
Parfois les opposants de l'extension du bien-être animal affirment que les plantes sentent aussi, un argument aussi appelé le cri de la carotte.

### Dégradation de la condition animale

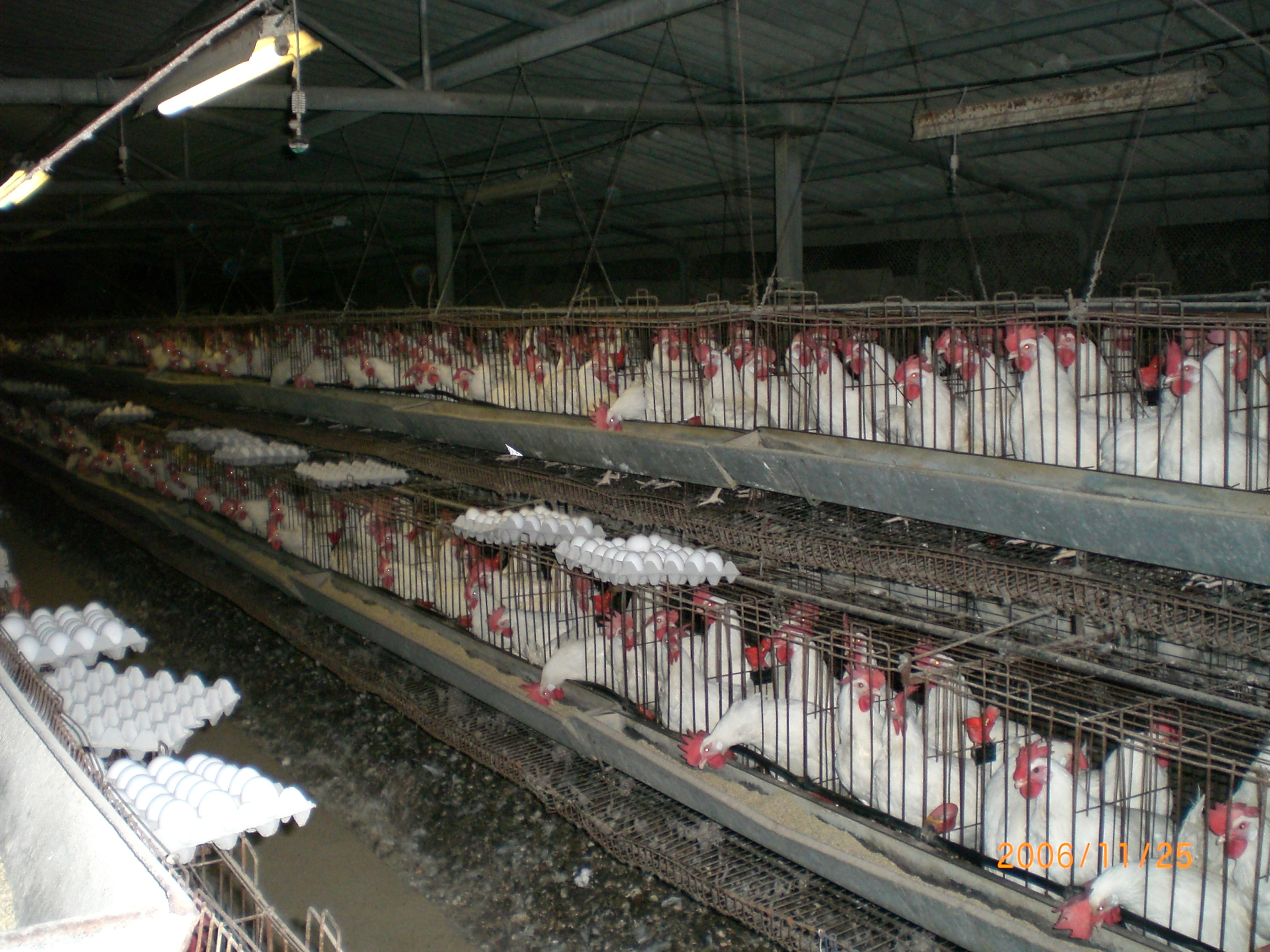
Poules pondeuses élevées en batterie ; En France, 50 millions de poules pondeuses – à qui l'on a souvent tranché le bec au fer rouge – sont incarcérées à vie dans des cages minuscules où elles ne peuvent ni dormir ni étendre les ailes, mais seulement absorber une nourriture éventuellement issue de fosses septiques et de boues d'épuration – Armand Farrachi.

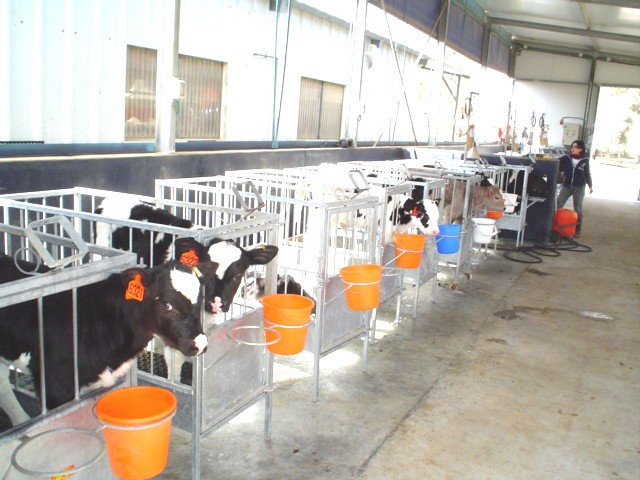
Veaux de race laitière en élevage intensif : « Pour cause d'élevage intensif, les fermes, devenues des « exploitations », se sont reconverties en centre de détention à régime sévères, et les « fillettes » de Louis XI passeraient pour de véritables hangars face aux dispositifs où l'on enferme des créatures que la nature avait conçues pour la lumière, pour le mouvement et pour l'espace » – Armand Farrachi.

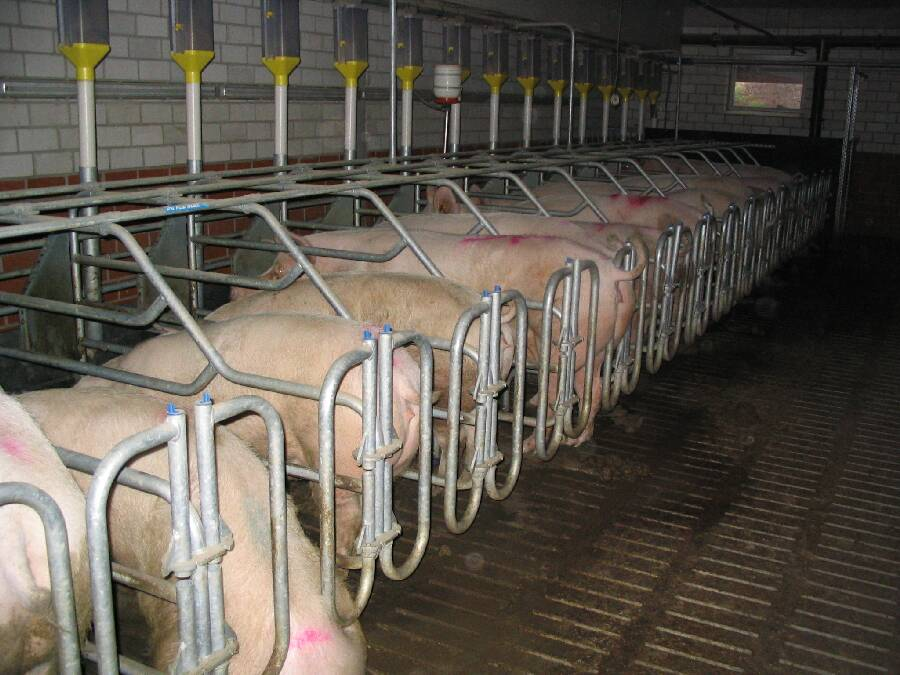
Cochons en élevage hors-sol ; En France […] les truies sont sanglées jour et nuit dans des stalles qui leur interdisent toute espèce de mouvement, et ce, pendant deux ans et demi – Armand Farrachi.

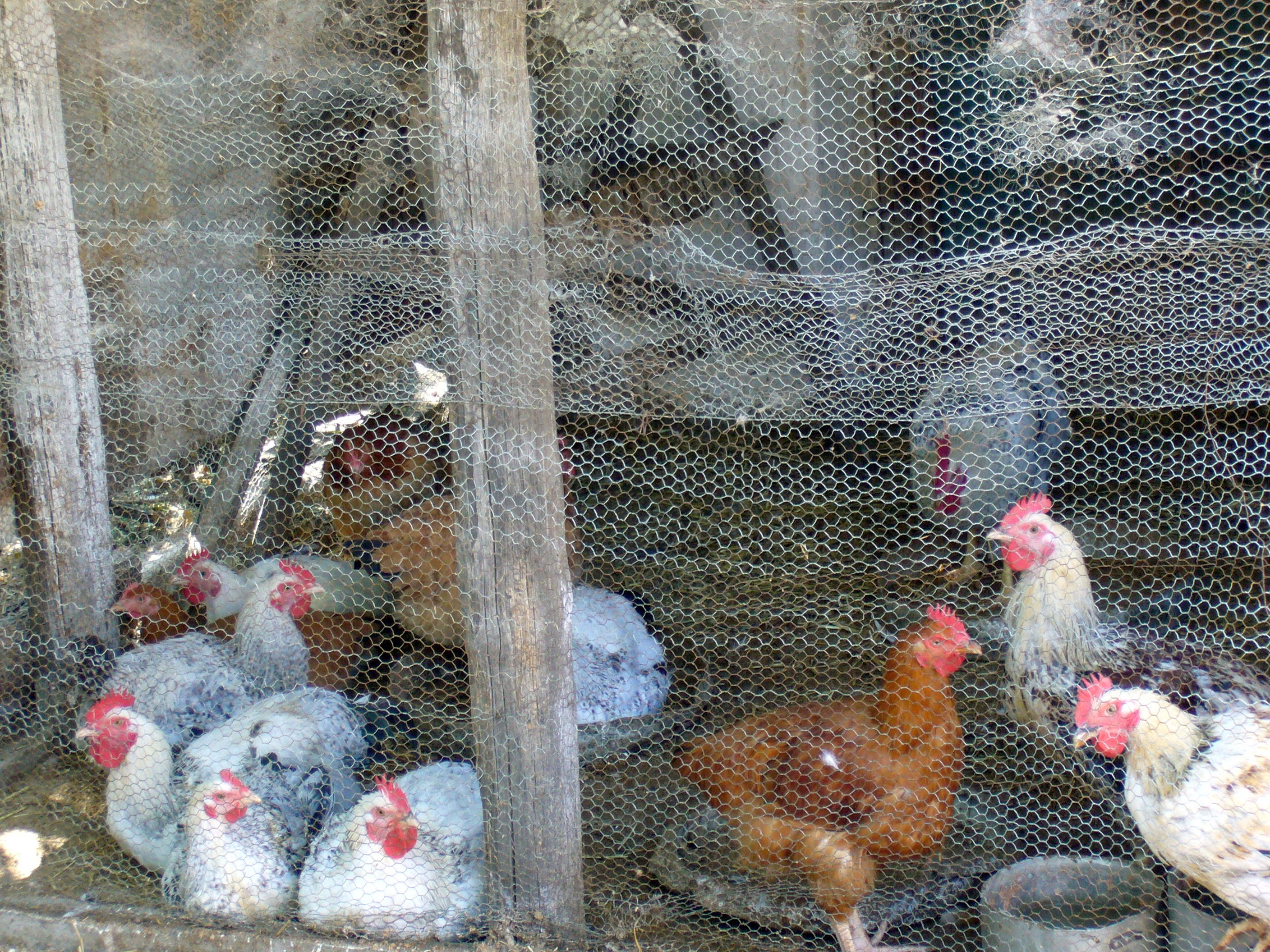
« En captivité, un animal sur trois est porteur d'ulcérations gastriques, et deux sur trois sont atteints d'une maladie de peau […] Les nombreuses tentatives de suicide en prison ont pour équivalent les fréquentes automutilations de la captivité animale ; il n'y a pas ici simple coïncidence, mais identité de cause, […] c'est-à-dire la « contrainte » » – Jean-Claude Nouët,.

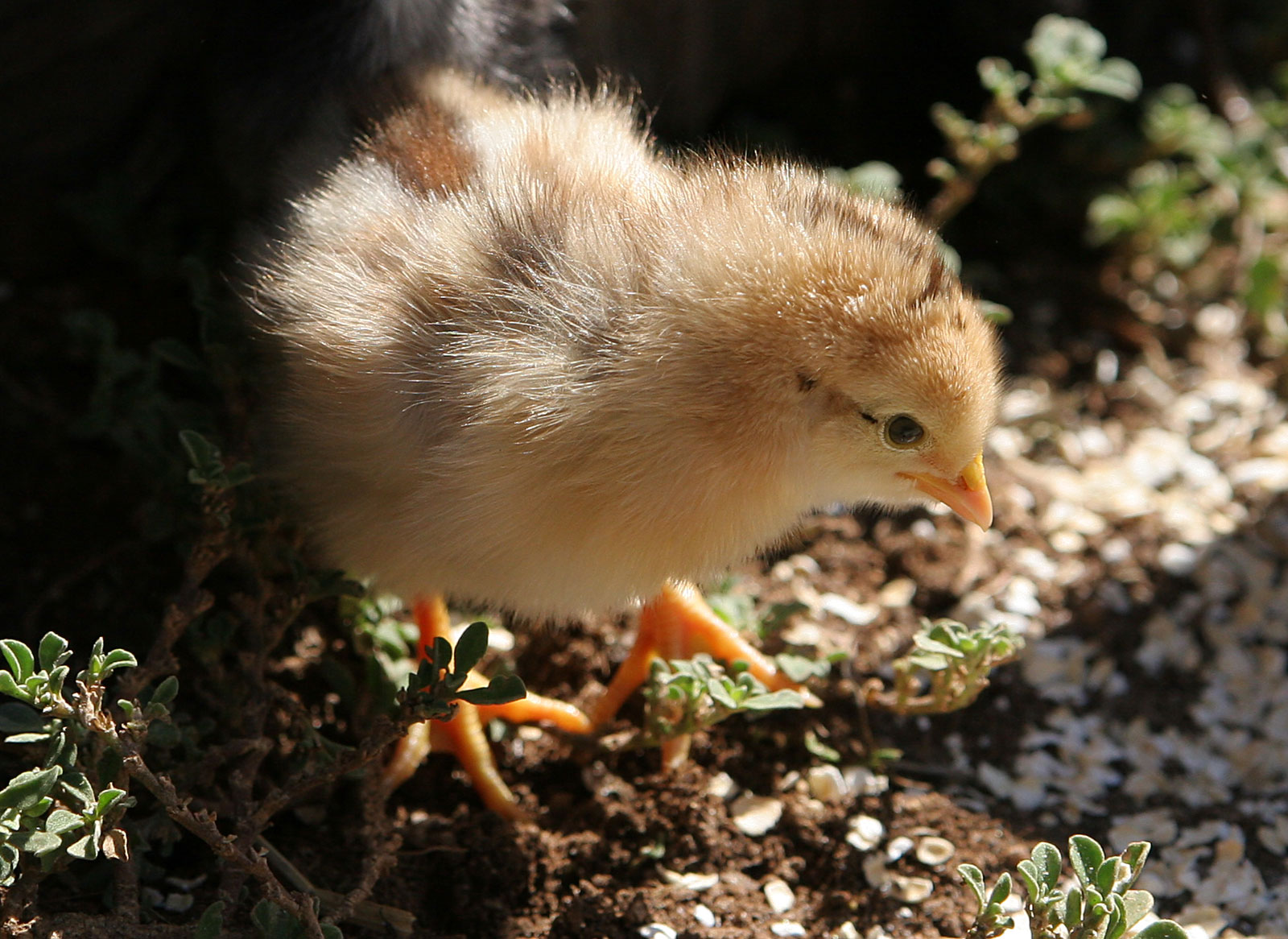
En France, 50 millions de poussins mâles sont tués chaque année au broyeur ou gazés

Le bien-être animal est une nouvelle découverte éthique, en Occident, contre la dégradation de la condition animale, surtout depuis les deux derniers siècles :

« Aucune civilisation n'a jamais infligé d'aussi dures souffrances aux animaux que la nôtre, au nom de la production rationnelle “au coût le plus bas”. […] N'ayons pas peur des mots : la France est couverte de camps de concentration et de salles de torture. […] Pour ces millions, pour ces milliards d'animaux, le simple fait de vivre, depuis la naissance jusqu'à la mort, est un supplice de chaque seconde […]. »

— Armand Farrachi, « Pitié pour la condition animale ».
En effet, le philosophe Jacques Derrida, qui considère la question de l'« animal » comme centrale dans son œuvre de déconstruction, (avec son ouvrage posthume L'animal que donc je suis), insiste sur les « proportions sans précédent de cet assujettissement de l'animal » né « de la violence industrielle, mécanique, chimique, hormonale, génétique, à laquelle l'homme soumet depuis deux siècles la vie animale », violence à l'encontre des animaux comparée par le philosophe à la Shoah (génocide qui tient son caractère « exceptionnel » du fait qu'il est aujourd'hui encore le seul de type industriel) :

« De quelque façon qu'on l'interprète, quelque conséquence pratique, technique, scientifique, juridique, éthique, ou politique qu'on en tire, personne aujourd'hui ne peut nier cet événement, à savoir les proportions sans précédent de cet assujettissement de l'animal. […] Personne ne peut plus nier sérieusement et longtemps que les hommes font tout ce qu'ils peuvent pour dissimuler ou pour se dissimuler cette cruauté, pour organiser à l'échelle mondiale l'oubli ou la méconnaissance de cette violence que certains pourraient comparer aux pires génocides (il y a aussi des génocides d'animaux : le nombre des espèces en voie de disparition du fait de l'homme est à couper le souffle). De la figure du génocide il ne faudrait ni abuser ni s'acquitter trop vite. Car elle se complique ici : l'anéantissement des espèces, certes, serait à l'œuvre, mais il passerait par l'organisation et l'exploitation d'une survie artificielle, infernale, virtuellement interminable, dans des conditions que des hommes du passé auraient jugées monstrueuses, hors de toutes les normes supposées de la vie propre aux animaux ainsi exterminés dans leur survivance ou dans leur surpeuplement même. Comme si, par exemple, au lieu de jeter un peuple dans des fours crématoires et dans des chambres à gaz, des médecins ou des généticiens (par exemple nazis) avaient décidé d'organiser par insémination artificielle la surproduction et la surgénération de Juifs, de Tziganes et d'homosexuels qui, toujours plus nombreux et plus nourris, aurait été destinés, en nombre toujours croissant, au même enfer, celui de l'expérimentation génétique imposée, de l'extermination par le gaz et par le feu. Dans les mêmes abattoirs. […] Si elles sont « pathétiques », ces images, c'est aussi qu'elles ouvrent pathétiquement l'immense question du pathos et du pathologique, justement, de la souffrance, de la pitié et de la compassion. Car ce qui arrive, depuis deux siècles, c'est une nouvelle épreuve de cette compassion. »

— Jacques Derrida, L'Animal que donc je suis.
Cette position de Jacques Derrida sur la dégradation irrésistible de la condition de l'animal, (jusqu'à en faire, à la manière d'Isaac Bashevis Singer, une autre Shoah), n'est pas isolée ; la philosophe Elisabeth de Fontenay pense d'ailleurs que cette dévalorisation de l'animal (jusqu'à sa réduction à l'état de « chose », de « produit », de « machine »), en parallèle avec sa condition devenant au fil des siècles de plus en plus lamentable pour en devenir insoutenable à l'époque industrielle, commence à l'ère chrétienne, où des philosophes – en référence à la théologie – verrouillent le propre de l'homme, et ce, en ressassant les traits qui le différencient des autres animaux considérés comme négligeables (faisant de l'Antiquité « en quelque sorte un âge d'or pour les bêtes ») :

« « Nous » mangeons n'importe quoi et n'importe comment, nous donnons la vie aux bêtes, nous les faisons vivre et mourir dans le processus d'une technicité « rationnelle » qui n'est pas sans rapport avec les techniques de concentration, sinon d'extermination, qui ont marqué le XXe siècle du sceau de l'irreprésentable. […] La pensée de la condition moderne […] est celle d'un vivant tellement profane qu'on ne peut même plus le profaner […]. […] Je me demande […] quelle manière d'être ensemble […] pourrait aider à réinscrire l'animal dans une chaîne symbolique qui ne fasse plus bon marché de lui. »

— Elisabeth de Fontenay, Le silence des bêtes, la philosophie à l'épreuve de l'animalité, p.716.
Au XIXe siècle, Jules Michelet est l'un des premiers à dénoncer les exactions écologiques (dans le même mouvement que celui des crimes coloniaux) ; ainsi, dans son œuvre La Montagne (1868), l'historien écrit :

« « Nos voyages de savants qui font tant d'honneur aux modernes, le contact de l'Europe civilisatrice qui va partout, ont-ils profité aux sauvages ? Je ne le vois pas. […] Les conquérants, les missionnaires, les marchands ont massacré, épuisé, abruti et vérolé les populations, ils ont produit le désert. […] On peut juger que si l'homme a ainsi traité l'homme, il n'a pas été plus clément ni meilleur pour les animaux. Des espèces les plus douces, il a fait d'horribles carnages, les a ensauvagées et barbarisées pour toujours. » […] Car tous les récits de voyageurs concordent : il fut un temps où les lamantins, les phoques, les pingouins, les manchots, les baleines aimaient la compagnie de l'homme... »

— Jules Michelet, La Montagne (1868)
Enfin, si, au fil des siècles jusqu'à nos jours, la dégradation de la condition de l'animal, au niveau mondial, est incontestable, cette dégradation s'accompagne de la disparition formelle de ces animaux qui n'ont pourtant jamais été autant utilisés par l'homme en tant que moyens ; c'est ce que Jacques Derrida appelle « l'horizon des fins de l'animal » :

« L'horizon des fins de l'animal […] est l'horizon d'une hypothèse réelle, si je
puis dire. […] Ce spectacle ne peut se former que comme le symptôme d'un désir ou d'un phantasme : le tableau d'un monde après l'animalité, d'abord présente à l'homme, aurait un jour disparu. Elle aurait été détruite ou anéantie par l'homme, soit purement et simplement, ce qui paraît à peu près impossible même si on se sent en route vers ce monde sans animaux, soit à travers un traitement dévitalisant ou désanimalisant, d'autres diraient dénaturant de l'animalité, la production de figures si nouvelles de l'animalité qu'elles paraîtraient assez monstrueuses pour appeler un changement de nom ; cette science-fiction de plus en plus crédible aurait commencé avec la domestication apprivoisante, le dressage, la neutralisation, l'acculturation, et se poursuivrait avec l'exploitation médico-industrielle, les interventions massives sur le milieu et la reproduction, les transplantations génétiques, le clonage, etc. »

— Jacques Derrida, l'animal que donc je suis.
Cette disparition formelle de l'animal domestique toujours et de plus en plus utilisé en tant que moyens, correspond à sa transformation en « machine » :

« Si l'animal n'est guère pensable comme machine, il peut être […] transformé en machine. Le XXe siècle n'invente pas la notion d'animal-machine, mais il en rend l'idée concrète à travers les élevages intensifs et la manipulation de l'animal de laboratoire. […] Le XXe siècle invente […], entre autres horreurs dont il a été prodigue, l'animal caché, celui dont l'homme a honte […]. L'animal moderne n'est pas obscène parce qu'il rappelle que nous sommes des espèces d'animaux, mais parce qu'il met en avant notre capacité sans doute unique de pouvoir avilir les autres créatures vivantes, jusqu'à leur faire perdre ce qui en faisait justement des animaux. »

— Dominique Lestel, « Des animaux-machines aux machines animales »

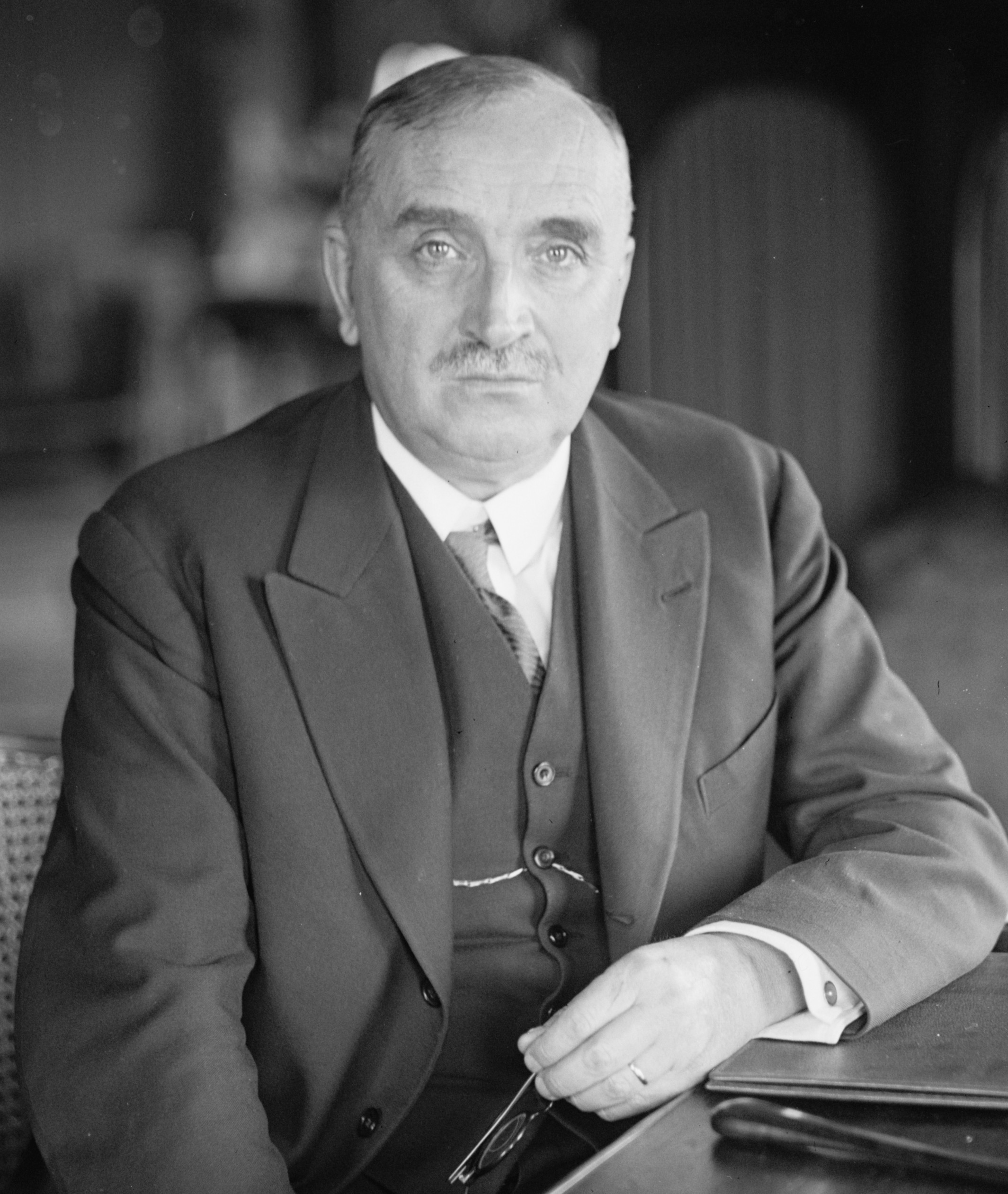
Paul Claudel.

Le poète et dramaturge Paul Claudel voit ainsi la terre comme étant « désaffectée », comparant ce mal à la « Cinquième Plaie » d'Égypte : « tous les animaux sont morts, il n'y en a plus avec l'homme » ; les animaux ne font plus partie du quotidien des hommes alors que ces derniers tuent et mangent ces mêmes animaux toujours davantage : cela constitue pour le poète un très grave manquement à la vie, car il rejette cette vision des animaux où l'on ne voit en eux que « des machines utiles, des magasins vivants de matière première que nous manœuvrons d'une main molle et dégoûtée. Les serviteurs de l'âme sont morts. Elle n'est plus servie que par des cadavres vivants » ; Paul Claudel, contestant l'ère du machinisme et du rendement, dresse ce réquisitoire :

« Dans ma jeunesse, les rues étaient pleines de chevaux et d'oiseaux. Ils ont disparu. L'habitant des grandes villes ne voient plus les animaux que sous leur aspect de chair morte qu'on lui vend chez le boucher. La mécanique a tout remplacé. Et bientôt ce sera la même chose dans les campagnes. […] Maintenant, une vache est un laboratoire vivant […], le cochon est un produit sélectionné qui fournit une quantité de lard conforme au standard. La poule errante et aventureuse est incarcérée. Sont-ce encore des animaux, des créatures de Dieu, des frères et des sœurs de l'homme, des signifiants de la sagesse divine, que l'on doit traiter avec respect ? Qu'a-t-on fait de ces pauvres serviteurs ? L'homme les a cruellement licenciés. Il n'y a plus de liens entre eux et nous. »

— Paul Claudel, Bestiaire spirituel, Mermod (1949), pp. 127-128.

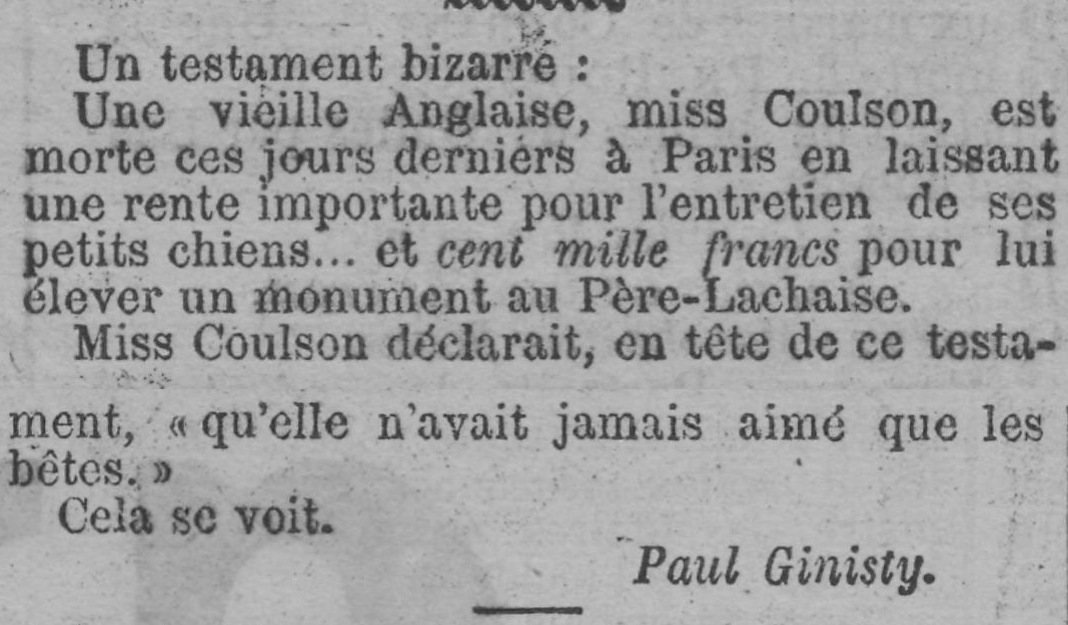
Encart dans le Gil Blas du 6 février 1881

Ce discours traduit une réalité née du XXe siècle, celle où jamais les animaux (les animaux d'élevages) n'ont été autant reniés et niés dans la culture (cf. Françoise Armengaud) et autant occultés d'une manière aussi maximale dans l'histoire et la conscience collective des sociétés humaines – (« de même que le fétichisme de la marchandise dont parle Karl Marx, fait qu'on ne perçoit pas le travail derrière le produit fini, de même on ne doit pas percevoir le piège, la patte sanglante, la souffrance, l'angoisse, l'agonie […] d'individus […], derrière le manteau de fourrure, […] derrière la « viande » ») –, alors que, dans ces mêmes sociétés, jamais des hommes n'ont consommé aussi souvent et en aussi grande quantité de la viande, et des produits issus du règne animal :

« Il n'y a plus aucun sacré dont l'animal serait le siège, dont il pourrait invoquer le secours. Plus d'appartenances totémiques, de divinités tutélaires, ni même de métempsycoses un tant soit peu salvatrice. […] Ce qui est en cause n'est pas nécessairement une cruauté directe et délibérée à l'égard de l'animal, mais une cruauté indirecte, subséquente, et toujours masquée, occultée. Les souffrances animales font ainsi figure de quantité négligeable devant ces « impératifs de l'économie » qui finissent par se décliner en mots d'ordre politique. Ce serait en effet une illusion que de croire que le sort des animaux se jouent en dehors des politiques humaines. […] Car les hommes traitent les animaux selon les mœurs et les coutumes de leur propre groupe d'appartenance […]. »

— Françoise Armengaud, « Au titre du sacrifice : l'exploitation économique, symbolique et idéologique des animaux »
À cela s'ajoute :

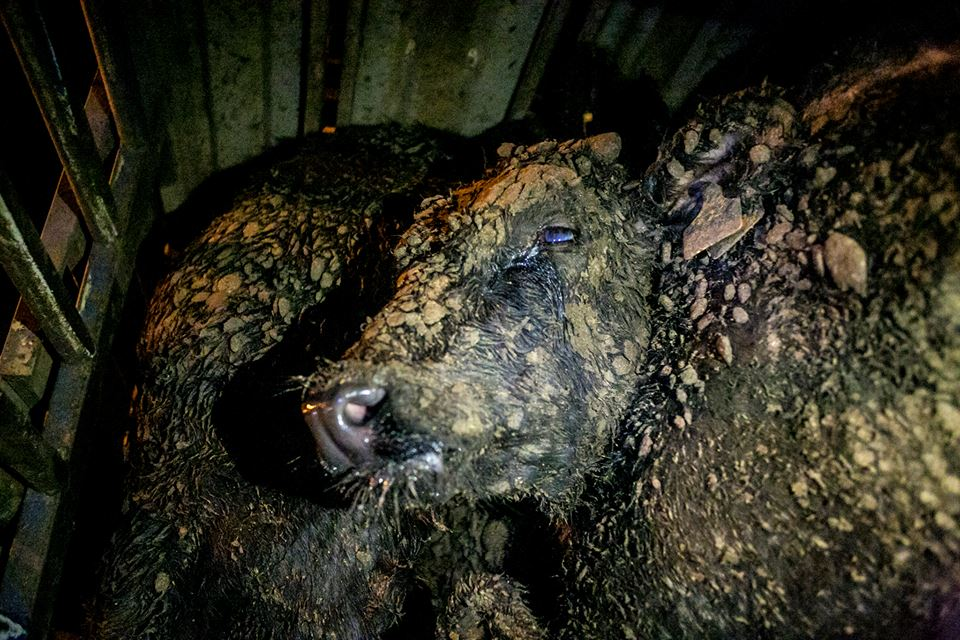
Veaux vivants en provenance du Portugal arrivés au port d'Ashdod (Israël) après avoir été bloqués 26 jours, couvert d'excréments et aveuglés par les vapeurs d'ammoniaque, 2016

- L'« ensauvagement » des animaux domestiques (la vache, par exemple, connue de par le monde pour être un animal familier d'une grande douceur, devient un animal agressif en Occident à l'égard des êtres humains, du fait qu'elle n'est plus traite à la main, mais par des machines, ne connaissant ainsi plus aucun rapport avec les hommes)[13] ;
- La « folie animale », signifiant un mal-être intense et prolongé, (les poules en cages se picorent entre elles, ce qui « nécessite » l'ablation (douloureuse) de leur bec ; les porcs, s'ils ne sont pas incarcérés dans des stalles qui les privent totalement de mouvements mais dans de plus « grandes » cages, – s'automutilent, etc.)[13] ;
- Et la consanguinité, qui engendre la débilité (ou fragilité) physique et mentale des animaux d'élevage ou dits « de race » :

« la définition officielle d'un individu non consanguin : ses parents n'ont pas d'ancêtre commun sur cinq générations [:] Il y a de moins en moins d'animaux qui […] ne sont pas consanguins aujourd'hui : […] Tout cela au nom de l'économie. Parallèlement […] la sélection […] n'a pas su empêcher l'appauvrissement génétique […]. »
— Bernard Denis, « La Fabrication des animaux »

## Littérature
- Moumou, nouvelle d'Ivan Tourgueniev publiée en 1854
- Histoire d'un chien, nouvelle de Guy de Maupassant publiée en 1881
- Coco, nouvelle de Guy de Maupassant publiée en 1884
- Le Cheval, nouvelle de Léon Tolstoï publiée en 1885
- Michael chien de cirque, roman de Jack London publié en 1917
- Beat Sterchi (de), La Vache (roman) (de) (1983)[116]